# Hans Otto Hettche
Hans Otto Hettche (* 8. Juni 1902 in Frankfurt am Main; † 8. Oktober 1991) war ein deutscher Chemiker, Mediziner, Hygieniker und Hochschullehrer.

## Leben
Hans Otto Hettche stammt aus einer Beamtenfamilie. Er studierte ab 1921 an den Universitäten in Frankfurt, Marburg und Freiburg Chemie und promovierte 1926 in München bei Heinrich Wieland. Im Anschluss studierte er bis 1930 Medizin an der Universität Greifswald, wo er 1932 zum Doktor der Medizin promovierte. Ab 1932 leitete er das medizinische Untersuchungsamt Ostpreußen an der Universität Königsberg. Dort habilitierte er sich für Hygiene und Bakteriologie. Zum 1. Mai 1933 trat er der NSDAP bei (Mitgliedsnummer 2.072.917). Nach einer kurzen Tätigkeit am Hygieneinstitut in Göttingen wurde Hettche 1935 Dozent am Hygieneinstitut der Universität München, wo er 1940 außerplanmäßiger Professor wurde. Während seines ärztlichen Kriegsdienstes wurde er in Frankreich und auf dem Balkan eingesetzt, wo er als Sachbearbeiter für Hygiene und in der Seuchenbekämpfung tätig war. Von 1942 bis 1944 war er für die Überwachung der hygienisch-bakteriologischen Untersuchungsstellen in Brüssel und Lille zuständig. Im April 1945 geriet er in Kriegsgefangenschaft, kehrte aber bereits im August desselben Jahres nach München zurück. Dort koordinierte er im Auftrag der Besatzungsmacht zusammen mit Karl Kißkalt die Seuchenbekämpfung, wurde jedoch aufgrund seiner früheren NSDAP-Zugehörigkeit nach kurzer Zeit entlassen.
1946 wurde Hans Otto Hettche Laborleiter am Ernährungsphysiologischen Laboratorium von Günther Malyoth. Ab 1948 leitete er die wissenschaftliche Abteilung des Sächsischen Serumwerks in München. 1951 wurde er Leiter der Untersuchungsanstalt für Städtehygiene des Hamburger Hygieneinstituts und außerplanmäßiger Professor der Universität Hamburg. 1963 wechselte Hettche als Ordinarius für Lufthygiene an die  Ruhr-Universität Bochum. Im selben Jahr übernahm er die Leitung der Landesanstalt für Immissions- und Bodennutzungsschutz des Landes Nordrhein-Westfalen in Essen. Nach dem Eintreten in den Ruhestand Ende Juni 1970 ließ er sich in Aschau im Chiemgau nieder.
Hans Otto Hettche war Vorstands- und Beiratsmitglied der Kommission Reinhaltung der Luft. Dort war er Leiter des Hauptausschusses „Wirkungen von Luftverunreinigungen“. 1960 wurde er Mitglied des Bundesgesundheitsrates. Er gehörte auch dem Sachverständigenrat über Luftverschmutzung bei der Weltgesundheitsorganisation (WHO) an.
Hans Otto Hettche verfasste insgesamt 130 Publikationen. Er erhielt 1965 die Ehrenmünze des Vereins Deutscher Ingenieure (VDI). 1970 wurde er mit dem Großen Bundesverdienstkreuz ausgezeichnet.

## Schriften (Auswahl)
- Zur Kenntnis des Besthornschen Chinolinfarbstoffs. Dissertationsschrift. München 1926.
- Nährböden und Farben in der Bakteriologie. Julius Springer, Berlin 1935 (zusammen mit Martin Attz).
- Ätiologie, Pathogenese und Prophylaxe der Struma. Lehmann, München 1954.